# 山森阿蘇神社
山森阿蘇神社（やまもりあそじんじゃ）は、熊本県玉名郡和水町西吉地にある神社。阿蘇神社の系列にあたる。

## 由来
正治2年（1200年）11月、坂梨弥吾助が勧請。
阿蘇神社より、阿蘇五宮を奉戴し、彦御子神（阿蘇惟人）を祀る。

## 山森子ども神楽
祭礼に奉納される子ども神楽は江戸時代にはじまり、270年以上の歴史がある。1979年（昭和54年）11月に熊本県から顕彰されている。舞手は1人、2人、4人で9座を舞う。

## 山森阿蘇神社の楠
境内には「山森阿蘇神社の楠」があり、樹齢800年を数える。熊本県の天然記念物（1965年〈昭和40年〉2月25日付）に指定されている。この楠の大きさは、幹囲は約6.5 m、樹高は約25 m、枝張りは東西に20 m、南北に23 m。幹は、高さ約5 mで3つに分かれており、それぞれは直径が1 m前後の大枝で、四方八方に枝を伸ばしている。
この楠には、白蛇伝説が残る。
「集中豪雨で集落の裏山が今にも崩れ落ちようとしていた崖に、白い大蛇が横たわり崩落を防ぎ、下の裏山は災害を免れたという伝説が残る。さらに火災の時には、燃える家と隣家の間に白蛇が横たわり、鱗の間から水を噴きだしたので、隣の家は類焼を免れたという。このようなことが西吉地ではたびたび起こり、災難は最小限に留まった。この白蛇が樟に宿っているのを見た人はいないが、村人の多くは白蛇がこの樟に住んでいると信じている」という。